# Spartanski kraljevi

## Spartanski kraljevi
Od samih svojih početaka Sparta je imala oligarhijsko-aristokratsko uređenje kome su na vrhu bila paralelno dva kralja, jedan iz roda Agijada i drugi iz roda Euripontida. Spartanci su smatrali da oba roda potječu neposredno od Herakla, pa su ih nazivali Heraklidima. Prema mitu, Zeusov sin Lakedemon oženio je princezu Spartu, po kojoj je grad nazvan.
Svakog od kraljeva nasljeđivao je u pravilu najstariji sin rođen za vrijeme kraljevanja. Njihova uloga bila je apsolutna samo kad vojnih pohoda kada su preuzimali ulogu vrhovnog zapovjednika. Tada bi jedan kralj vodio vojsku, a drugi ostajao u Sparti brinući se za domaće prilike.
U preostalom vremenu vlast su dijelili s drugim državnim tijelima, uz njih su u vlasti učešće imali i efori, vijeće petorice izabirano na jednogodišnje razdoblje; gerusija, vijeće staraca od dvadeset i osam članova starijih od šezdeset godina biranih doživotno te apela - narodna skupština koju su činili svi Spartijati. Uloge i značaj pojedinih tijela kroz povijest su se mijenjale, no uvijek su imali određenu kontrolu nad kraljevima, a među njima posebice efori, koje je uveo spartanski zakonodavac Likurg, a oni su kraljevima mogli suditi te određivati im globe, progonstva pa i smrtne kazne.

## Rod Agijada
- Euristen ? - oko 930. pr. Kr.
- Agis I. oko 930 - oko 900. pr. Kr.
- Ehestrat oko 900 - oko 870. pr. Kr.
- Leobat oko 870 - oko 840. pr. Kr.
- Doris oko 840 - oko 820. pr. Kr.
- Agesilaj I. oko 820 - oko 790. pr. Kr.
- Arhilaj oko 790 - oko 760. pr. Kr.
- Teleoklo oko 760 - oko 740. pr. Kr.
- Alkmen oko 740 - oko 700. pr. Kr.
- Polidor oko 700 - oko 665. pr. Kr.
- Eurikrat oko 665 - oko 640. pr. Kr.
- Anaksandar oko 640 - oko 615. pr. Kr.
- Eurikratid oko 615 - oko 590. pr. Kr.
- Leon oko 590 - 560. pr. Kr.
- Anaksandrida II. oko 560 - oko 520. pr. Kr.
- Kleomen I. oko 520 - oko 490. pr. Kr.
- Leonida I. oko 490 - 480. pr. Kr.
- Pleistarh 480 - oko 459. pr. Kr.
- Plestoanaks oko 459 - 409. pr. Kr.
- Pausanija 409 - 395. pr. Kr.
- Agesipol I. 395 - 380. pr. Kr.
- Kleombrot I. 380 - 371. pr. Kr.
- Agesipol II. 371 - 370. pr. Kr.
- Kleomen II. 370 - 309. pr. Kr.
- Arej I. 309 - 265. pr. Kr.
- Arotat II. 265 - 262. pr. Kr.
- Arej II. 262 - 254. pr. Kr.
- Leonida II. 254 - 235. pr. Kr.
- Kleomen III. 235 - 222. pr. Kr.

## Rod Euripontida
- Proklo - oko 930. pr. Kr.
- Sois ? - oko 890. pr. Kr.
- Euripont oko 890 - oko 860. pr. Kr.
- Pritanid oko 860 - oko 830. pr. Kr.
- Polidekt oko 830 - oko 800. pr. Kr.
- Eunom oko 800 - oko 780. pr. Kr.
- Harilaj oko 780 - oko 750. pr. Kr.
- Nikandar oko 750 - oko 720. pr. Kr.
- Teopomp oko 720 - oko 675. pr. Kr.
- Anaksandrid I. oko 675 - oko 645. pr. Kr.
- Zeuksidam oko 645 - oko 625. pr. Kr.
- Anaksidam oko 625 - oko 600. pr. Kr.
- Arhidam I. oko 600 - oko 575. pr. Kr.
- Agasikle oko 575 - oko 550. pr. Kr.
- Ariston oko 550 - oko 515. pr. Kr.
- Demarat oko 515 - oko 491. pr. Kr.
- Leotihida oko 491 - 469. pr. Kr.
- Arhidam II. 469 - 427. pr. Kr.
- Agis II. 427 - 401./ 400. pr. Kr.
- Agesilaj II. 401. pr. Kr./ 400. – 360. pr. Kr.
- Arhidam III. 360 - 338. pr. Kr.
- Agis III. 338 - 331. pr. Kr.
- Eudamid I. 331 - oko 305. pr. Kr.
- Arhidam IV. oko 305 - oko 275. pr. Kr.
- Eudamid II. oko 275 - oko 245. pr. Kr.
- Agis IV. oko 245 - 241. pr. Kr.
- Eudamid III. 241 - 228. pr. Kr.
- Arhidam V. 228 - 227. pr. Kr.
- Eukleid 227 - 221. pr. Kr. (Eukleid je iz roda Agijada – njegov brat Kleomen III. svrgao je s vlasti sukralja iz roda Euripontida i postavio vlastitoga za savladara)

## Kraljevi poslije bitke kod Selasije
Nakon što su makedonski kralj Antigon III. Doson i Ahajski savez porazili Kleomena III. u bici kod Selasije, otpočeo je slom spartanskog državnog i društvenog uređenja. Od 221. pr. Kr. do 219. pr. Kr. Sparta je bila republika.
- Agesipol III. (Agijad) 219 - 215. pr. Kr.
- Likurg (Euripontid) 219 - 210. pr. Kr.
- Mahanida (tiran) 210 - 207. pr. Kr.
- Pelop (Euripontid) 210 - 206. pr. Kr.
- Nabis (uzurpator) 206 - 192. pr. Kr.

Ahajski savez anektirao je Spartu 192. pr. Kr.